# Малинівка (Дорогичинський район)
Малинівка (до 1968 року — Колонія Білин, біл. Малінаўка) — село в Білорусі, у Дорогичинському районі Берестейської області. Орган місцевого самоврядування — Осовецька сільська рада.

## Географія
Лежить за 15 км на південь від Дорогичина.

## Історія
У 1926 році мешканці села безуспішно зверталися до польської влади з проханням відкрити в селі українську школу. 1968 року село Колонія Білин перейменоване на Малинівку.

## Населення
За переписом населення Білорусі 2009 року чисельність населення села становила 116 осіб.